# Doratomyces neesii
Doratomyces neesii är en svampart som beskrevs av Corda 1829. Doratomyces neesii ingår i släktet Doratomyces och familjen Microascaceae.   Inga underarter finns listade i Catalogue of Life.